# Min öömrang lun
Min öömrang lun (≈Mit Amringer land, egentlig: Dü min tüs, min öömrang lun) er en sang, som blev skrevet af den før-frisiske forfatter og lærer Lorenz Conrad Peters. Selvom Peters kom fra naboøen Før, blev teksten snart populær på Amrum og har nu karakter af øens regionale hymne. Sangens fire strofer blev skåret i granit og placeret rundt om på øen.
| öömrang | dansk oversættelse | granitsten | placeret i                                            |
| --- | --- | ---------- | ----------------------------------------------------- |
| Dü min tüs, min öömrang lun, huar so huuch a düner stun, huar bi a Kniip a braanang bromet, huar a waastwinj ei ferstomet, iiwag spelet mä a sun, leef haa’k di, min öömrang lun!       | Du mit hjem, mit amringer land. Hvor klitterne er høje, hvor ved Kniben brændingen bryder, hvor vestenvinden aldrig stopper, for evigt leger der med sandet. Jeg har dig kær, mit amringer land. | pxcenter   | Vitdyn (på dansk også Hvidklit, nordfrisisk: Witjdün) |
| Dü min tüs, min öömrang lun! Rikdum as diar ei tu fun, skraal san ääkerlun an fäänen, man diar wene jo bekäänden, diar min hart am naisten stun, leef haa’k di, min öömrang lun!        | Du mit hjem, mit amringer land. Rigdom, som ingensteds fandt, markerne og engene fattig, rart at kende alle dem, som står hjertet nær. Jeg har dig kær, mit amringer land.                       |            | Nordtorp (nordfrisisk: Noorsaarep)                    |
| Dü min tüs, min öömrang lun iarelk san diar hart an hun, trauhaid luket ütj ark wönang, riker felst dü üs en könang, arken koon di diar ferstun, leef haa’k di, min öömrang lun!        | Du mit hjem, mit amringer land, oprigtigt er der hjert og hånd, tillid strømmer ud af vinduerne, det kan du sikkert stole på, alle ville forstå dig der, Jeg har dig kær, mit amringer land.     |            | Stenodde (nordfrisisik: Stianood)                     |
| Dü min tüs, min öömrang lun, leewen mei din aard bestun! Wat a feedern üs ferareft, läät’s dach sä, dat det ei stareft! Jääw wi’t ap, det wiar en skun! Leef haa’k di, min öömrang lun! | Du mit hjem, mit amringer land, din slægt skal altid bestå. Hvad fædrene har efterladt, lad os se, at det ikke dør. At opgive, det ville være en skam. Jeg har dig kær, mit amringer land.       |            | Nebel, (nordfrisisk: Neebel), Öömrang Hüs             |